# Привреда Новог Зеланда
Нови Зеланд има савремену, просперитерну развијену тржишну привреду са бруто друштвеним производом (Паритет куповне моћи) процењеним на око 28.250 америчких долара по особи. Валута на Новом Зеланду се зове новозеландски долар или често неформално као киви долар. Уз локалне кованице користи се и на Куковим острвима, Нијуеу, Токелауу и на Острвима Питкерн. Нови Зеланд се налази на петом месту извештаја УН о Индексу хуманог развоја за 2011. годину.
Током историје сировинска индустрија је имала важну позицију у привреди Новог Зеланда, укључујући лов на фоке, китоловство, новозеландски лан, злато, каури гуму и дрвну грађу. Са развојем хладњача током 1880их месо и млечни производи су извожени у Британију, што је био основ за јак економски развој Новог Зеланда. Велика потражња за пољопривредним производима у Уједињеном Краљевству и у САД је омогућила да животни стандард на Новом Зеланду буде виши него у Аустралији и Западној Европи током 1950их и 1960их. Када је Уједињено Краљевство приступило Европској заједници новозеландско извозно тржиште се смањило, што је заједно са нафтном кризом 1973. године и енергетском кризом 1979. довело до економске депресије. Животни стандард је опао иза Аустралије и западне Европе а 1982. године су лични приходи Новозеланђана били најнижи од свих развијених земаља за које је Група Светске банке радила процену. Након 1984. бројне владе су спроводиле структурне макроекономске реформе (познате као енгл. Rogernomics и енгл. Ruthanasia) када је протекционистичка привреда замењена либералном слободном привредом.
Незапосленост је била највиша 1991. и 1992. када је била изнад 10 процената, као резултат слома берзе 1987. године, али је до 2007. године дошло до пуног опоравка када је незапосленост износила 3,4 процента (што је Нови Зеланд поставило на пето место од двадесет и седам рангираних држава у склопу истраживања ОЕСР). Ипак светска економска криза која је уследила је довела до рецесије у пет узастопних квартала што је најдужа економска депресија за 30 година и незапосленост је порасла на 7 процената током 2009. године. Незапосленост међу младима је у јуну 2011. износила 17,4 процента. Од 1970их до данас Нови Зеланд се суочава са проблемом „одлива мозгова“. Око четвртине високо квалификованих радника живи у иностранству, углавном у Аустралији и Британији, што је највиша стопа међу развијеним државама. Ипак постоји и супротан процес „прилива мозгова“ кроз имиграцију стручњака из Европе и мање развијених држава.

### Трговина
Привреда Новог Зеланда веома зависи од међународне трговине, посебно у области пољопривредних производа. Извоз чини високих 24 процента производње, због чега је Нови Зеланд осетљив на међународне цене робе и на глобалне економске рецесије. Главне извозне гране су пољопривреда, цвећарство, риболов, шумарство и рударство који чине око половине извоза. Главни извозни партнери су Аустралија, САД, Јапан, Кина и Уједињено Краљевство. Од 7. априла 2008. Нови Зеланд и Кина су потписници уговора о слободној трговини. Сектор услуга је највећа грана у привреди Новог Зеланда а за њим следе производња и грађевинарство, а затим пољопривреда и вађење сировина. Туризам игра важну улогу у новозеландској привреди, у 2010. је допринео 15 милијарди долара новозеландском БДП и у овој области је запослено 9,6 процената радне снаге. Број страних туриста се током 2010. повећао 3,1 посто и очекује се да ће до 2015. бележити годишњи раст 2,5%.
Током 19. века вуна је била главни извозни артикал Новог Зеланда. Све до 1960их вуна је чинила трећину извоза, али је од тада њена цена у сталном паду у односу на друге робе и више није исплатива за многе пољопривреднике. Насупрот томе пољопривреда млекара је у сталном расту, број крава је дуплиран у периоду између 1990. и 2007. чиме је ова грана доспела на прво место по извозној заради. Млечни производи су 2009. износили 21 проценат (9,1 милијарда долара) укупног робног извоза, а највећа компанија на Новом Зеланду, Фонтера, контролише трећину међународне трговине млечним производима. Други пољопривредни извозни производи су месо са 13,2 процента, вуна са 6,3 процента, воће са 3,5 процената и риба са 3,3 процента. Број винарија је такође удвостручен, што је довело до тога да вино 2007. године престигне вуну у извозу.

### Инфраструктура
Снабдевање енергијом потиче од нафте, гаса и угља (69 процената) и из обновљивих извора енергије, првенствено хидро и геотермалних електрана. Саобраћајна мрежа Новог Зеланда се састоји од 93.805 километара путева вредних 23 милијарде долара, и 4.128 километара железничке пруге. Већина градова је повезана аутобуским линијама али је доминантан вид превоза приватни аутомобил. Железнице су приватизоване 1993. године али су поново враћене под окриље државе као државно предузеће 2004. године. Пруга се протеже целом дужином државе али данас служи углавном за теретни а не путнички транспорт. Већина страних посетилаца долази авионом, преко неког од седам међународних аеродрома (везе са другим државама осим Аустралије и Фиџија имају аеродроми у Окланду и Крајстчерчу). Пошта Новог Зеланда је имала монопол на телекомуникације до 1989. када је формирана компанија „Телеком Нови Зеланд“ која је приватизована 1990. године. Телеком у свом власништву има већину телекомуникационе инфраструктуре али је повећана конкуренција других провајдера.